# Strahler number
Indenfor matematikk er Strahler number ("Strahler-tallet") eller Horton–Strahler number ("Horton–Strahlers tall")  af et træ (et træ indenfor grafteori) et numerisk mål for dets forgrenings-kompleksitet.
Indenfor hydrologi kaldes tallene Strahler stream order (- vandløbsorden) og bruges til at definere strøm størrelse baseret på et hierarki af bifloder.